# Субгеосинкліналь
Субгеосинкліналь (англ. subgeosyncline, нім. Subgeosynklinale f) – негативний аналог субгеоантикліналі, що являє собою зону прогинання на певному історико-тектонічному етапі. Має овальну форму, і відмінність від субгеоантикліналей, які як би виконують проміжки між субгеосинкліналями. Характеризується значними потужностями відкладів і найбільшою повнотою платформних формацій.